# Meromenia hirondellei
Meromenia hirondellei is een Solenogastressoort uit de familie van de Amphimeniidae. De wetenschappelijke naam van de soort is voor het eerst geldig gepubliceerd in 1949 door Leloup.